# Paweł Dąbek
Paweł Dąbek (ur. 24 września 1908 w Piotrkowie, zm. 19 września 1987 w Lublinie) – polski polityk i wojskowy, generał brygady Wojska Polskiego, wojewoda lubelski (1949–1950), wieloletni przewodniczący prezydium Wojewódzkiej Rady Narodowej województwa lubelskiego; poseł do Krajowej Rady Narodowej, na Sejm Ustawodawczy oraz na Sejm PRL II, III, IV, V, VI, VII i VIII kadencji. Budowniczy Polski Ludowej.

## Życiorys
Syn Piotra i Franciszki z Siatkowskich. W latach 1930–1931 członek Związku Niezależnej Młodzieży Demokratycznej. Od 1931 do 1938 należał do Komunistycznej Partii Polski. W 1935 ukończył studia prawnicze na Katolickim Uniwersytecie Lubelskim.
W trakcie wojny obronnej 1939 walczył w szeregach Samodzielnej Grupie Operacyjnej „Polesie”. W latach 1941–1942 członek Robotniczo-Chłopskiej Organizacji Bojowej. W 1942 został działaczem Polskiej Partii Robotniczej. Następnie oficer oraz dowódca Lubelskiego Okręgu Gwardii Ludowej. W 1943 został aresztowany i był więziony w obozie koncentracyjnym na Majdanku. Na terenie obozu zorganizował Związek „Orzeł”, który przygotował ucieczkę przez druty trzech osób w marcu 1944. Od 9 września 1944 był posłem do Krajowej Rady Narodowej, reprezentując Polską Partię Robotniczą. Zgłoszony został przez Wojewódzką Radę Narodową w Lublinie. Od 1945 do 1946 był instruktorem Wydziału Przemysłowego Komitetu Centralnego PPR. W okresie 1946–1952 i 1956–1981 członek Komitetu Wojewódzkiego i jego egzekutywy kolejno w PPR i Polskiej Zjednoczonej Partii Robotniczej (do której przystąpił wraz z PPR w grudniu 1948) w Lublinie; od 1947 do 1948 III sekretarz KW PPR, a w latach 1948–1949 sekretarz organizacyjny KW PPR i PZPR. W latach 1959–1968 zastępca członka Komitetu Centralnego PZPR. Od 1984 do 1987 ponownie zasiadał w KW partii w Lublinie.
W latach 1944–1946, 1950–1952 oraz 1956–1969 przewodniczący prezydium Wojewódzkiej Rady Narodowej województwa lubelskiego. W okresie 1949–1950 wojewoda lubelski. W 1947 uzyskał mandat posła na Sejm Ustawodawczy w okręgu Zamość z ramienia Polskiej Partii Robotniczej. Zasiadał w Komisji Przemysłowej, Komisji Prawniczej i Regulaminowej oraz w Komisji Skarbowej. W 1957, 1961, 1965, 1969, 1972, 1976 i 1980 ponownie uzyskiwał mandat posła jako reprezentant Polskiej Zjednoczonej Partii Robotniczej. Do Sejmu Ustawodawczego oraz Sejmu III, IV, V i VI kadencji dostał się z okręgu Zamość, do Sejmu II kadencji z okręgu Tomaszów Lubelski, a do Sejmu VII i VIII kadencji z okręgu Lublin.
W okresie 1946–1977 prezes Zarządu Głównego Towarzystwa Opieki nad Majdankiem. Od 1949 prezes Zarządu Wojewódzkiego Związku Bojowników o Wolność i Demokrację w Lublinie, a także członek Rady Naczelnej i Zarządu Głównego ZBoWiD; od 1985 członek prezydium Rady Naczelnej ZBoWiD. Członek honorowy Lubelskiego Towarzystwa Naukowego. Od 1952 do 1955 pełnił funkcję prezesa Wojewódzkiego Związku Gminnych Spółdzielni „Samopomoc Chłopska” w Krakowie oraz w Kielcach (Radomiu). W latach 1969–1976 dyrektor Wydawnictwa Lubelskiego. W 1971 został przewodniczącym Wojewódzkiego Komitetu Frontu Jedności Narodu w Lublinie. W 1974 wybrany w skład Zarządu Głównego, a w 1983 w skład Krajowej Rady Towarzystwa Przyjaźni Polsko-Radzieckiej; od 1980 prezesował Okręgowi Lubelskiemu TPPR. W latach 80. członek Rady Krajowej Patriotycznego Ruchu Odrodzenia Narodowego. 
W październiku 1980 otrzymał awans na stopień generała brygady w stanie spoczynku. Nominację wręczył mu w Belwederze przewodniczący Rady Państwa prof. Henryk Jabłoński.
Pochowany został 26 września 1987 w Alei Zasłużonych na cmentarzu wojskowo-komunalnym przy ul. Lipowej w Lublinie (kwatera P3AZ-1-1) wraz z żoną, Krystyną Dąbek z domu Bartoszewską (1913–1992). W pogrzebie w imieniu władz uczestniczyli: członek Biura Politycznego KC PZPR, sekretarz KC PZPR gen. broni Józef Baryła oraz prezes Zarządu Głównego ZBoWiD gen. broni Józef Kamiński.

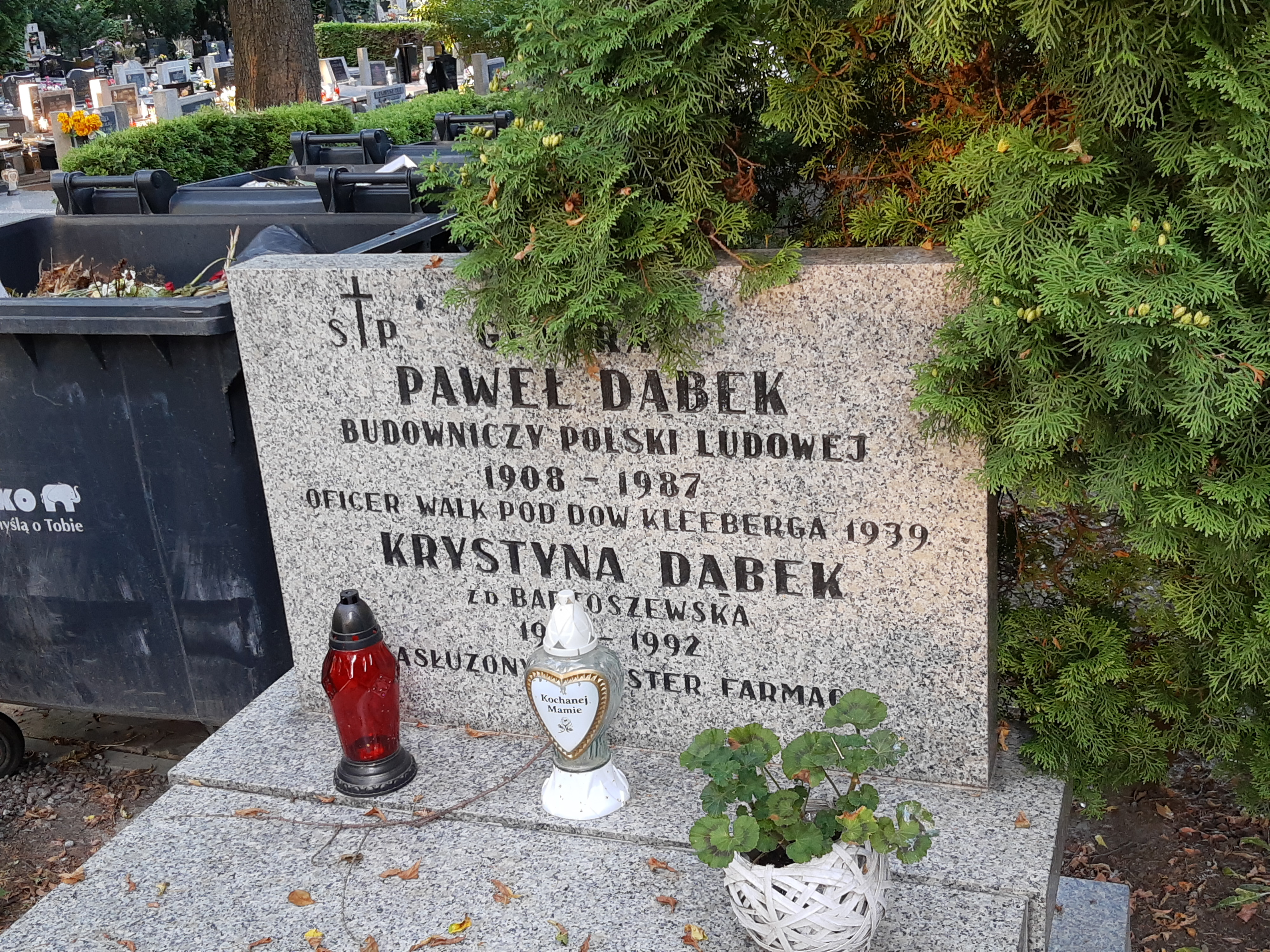
Grób gen. Pawła Dąbka na cmentarzu przy ul. Lipowej

## Życie prywatne
Mieszkał w Lublinie. Był żonaty z Krystyną z domu Bartoszewską (zmarła w 1992). Małżeństwo miało córkę.

## Ordery i odznaczenia
- Order Budowniczych Polski Ludowej (1974)[7]
- Krzyż Komandorski z Gwiazdą Orderu Odrodzenia Polski
- Krzyż Komandorski Orderu Odrodzenia Polski
- Krzyż Oficerski Orderu Odrodzenia Polski
- Krzyż Kawalerski Orderu Odrodzenia Polski
- Order Sztandaru Pracy I klasy (1964)[8]
- Order Sztandaru Pracy II klasy
- Order Krzyża Grunwaldu III klasy
- Order Czerwonego Sztandaru (Związek Radziecki)
- Złoty Krzyż Zasługi
- Krzyż Partyzancki
- Krzyż Oświęcimski (1985)[9]
- Medal „Za udział w wojnie obronnej 1939” (1981)[10]
- Medal im. Ludwika Waryńskiego (1987)[11]
- Medal 10-lecia Polski Ludowej (1955)[12]
- Medal 40-lecia Polski Ludowej (1984)[13]
- Brązowy Medal „Za zasługi dla obronności kraju” (1967)[14]
- Odznaka 1000-lecia Państwa Polskiego (1966)[15]
- Pamiątkowy Medal z okazji 40 rocznicy powstania Krajowej Rady Narodowej (1983)[16]
- Medal pamiątkowy Sejmu PRL (1983)[17]
- Złota odznaka 20-lecia UMCS (1964)[18]
- Tytuł „Honorowego członka Związku Polskich Artystów Plastyków”[19]
- inne